# エドゥアルト・フォン・ゲープハルト
エドゥアルト・フォン・ゲープハルト（Franz Karl Eduard von Gebhardt、1838年6月13日 - 1925年2月3日）は、エストニア生まれのドイツの画家である。デュッセルドルフ美術アカデミーの教授を務めた。

## 略歴
現在のエストニアのイェルヴァ県の司祭の息子に生まれた。1855年から1858年までサンクトペテルブルクの美術アカデミーで学んだ後、各地を旅し,ドイツのカールスルーエの美術学校でも学んだ後、1860年にデュセルドルフに移り、デュッセルドルフ美術アカデミーでヴィルヘルム・ゾーンの学生となった。ゾーンの弟子たちのエルンスト・プライヤー、オットー・レーテル、エルンスト・ボッシュ、ハインリヒ・ミュッケといった画家たちと交流し、1872年にデュッセルドルフの女性と結婚した。
1873年にデュッセルドルフ美術アカデミーの教授となり、多くの学生を教えた。
宗教に関するテーマの作品などを描き、1918年のベルリンの国際展覧会で金賞を得るなど各地の展覧会で賞を得た。長年の美術活動により、デュセルドルフ市から名誉市民の称号を得た。

## ゲープハルトの教えた学生
- ヒューゴ・フォーゲル（1855年 - 1934年）
- ガリ・メルチャーズ（1860年 - 1932年）
- ブルノ・エーリッヒ（1861年 - 1947年）
- パウル・ラウト（1865年 - 1930年）
- クリスチャン・ラウト（1865年 - 1943年）
- アンツ・ライクマー（1866年 - 1942年）

## 作品

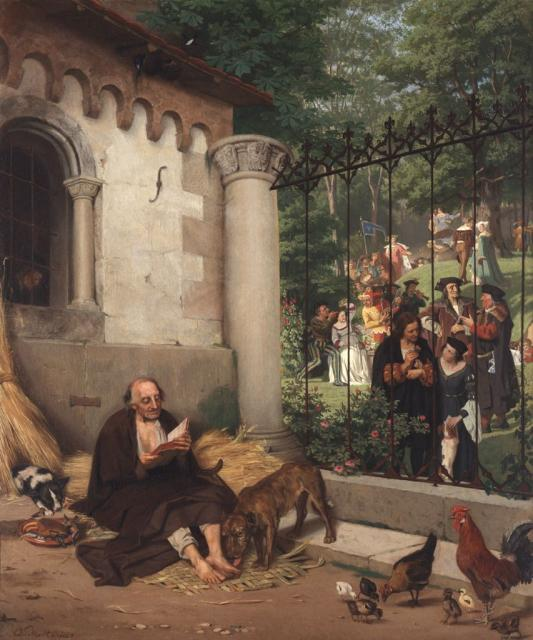
ラザロと金持ち (1865)
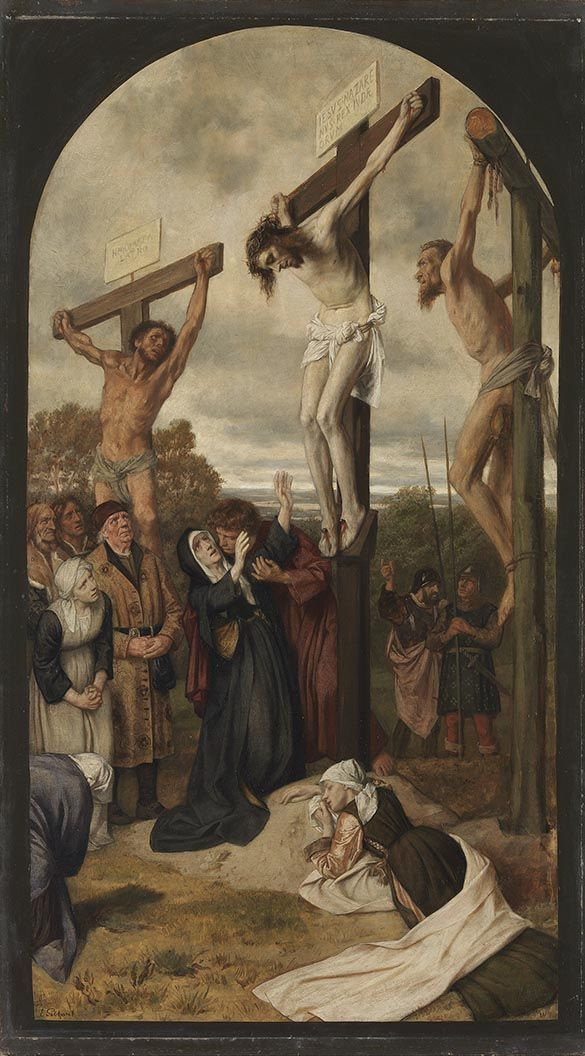
十字架のキリスト
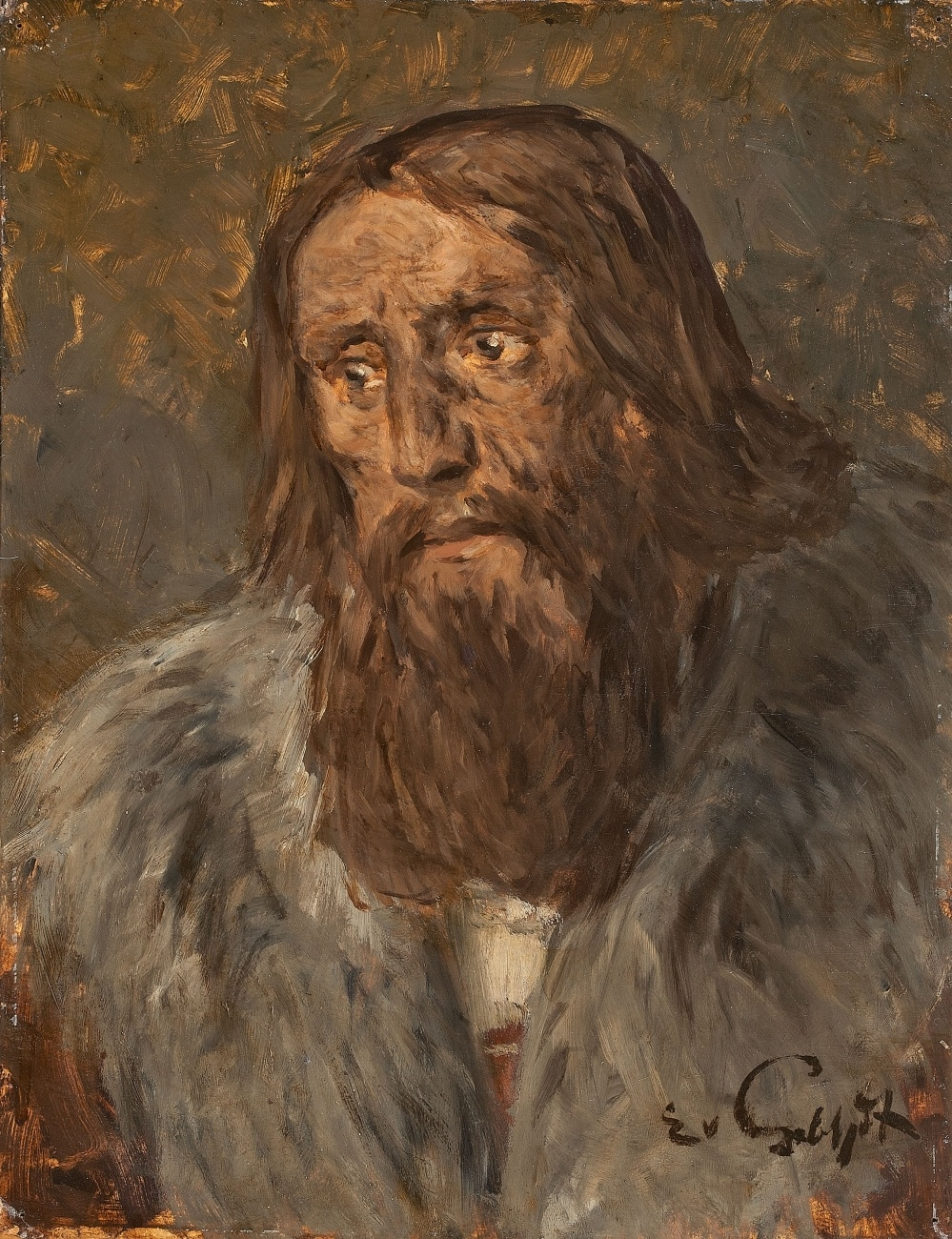
髭を生やした男の肖像
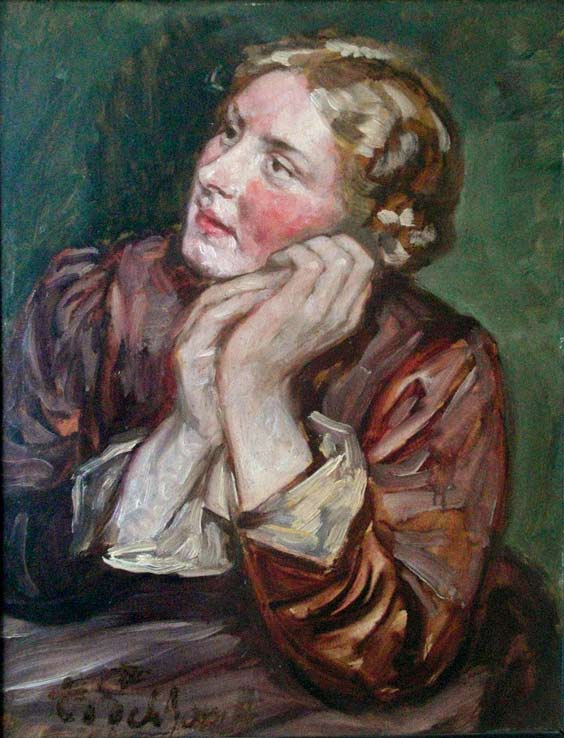
婦人像